# Pilatus P-2
Pilatus P-2 je bio vojni školski zrakoplov koji je izradio švicarski proizvođač zrakoplova Pilatus.

## Dizajn
Nakon razvoja prvog zrakoplova SB-2, Pilatus se okrenuo izradi školskog zrakoplova s tandem sjedalima za posadu. Rezulatat je bio P-2 koji je prvi put poletio 27. travnja 1945.

Po izgledu, to je bio niskokrilac izrađen uglavnom od metala, s kontrolnim površinama koje su bile presvučene platnenim materijalima. Imao je uvlačivi stajni trap a pokretao ga je 12-cilindrični Argus AS-410A-2 motor od 465 ks nabavljen iz Čehoslovačke. Bio je optimiziran za djelovanje s aerodroma koji su se nalazili na velikoj nadmorskoj visini te je imao i instrumente za noćno letenje.

P-2 je vanjskim izgledom podsjećao na Messerchmittov Bf-108 Taifun četverosjed, no za razliku od njega, P-2 je imao tandem raspored sjedala s odbacivim poklopcem kabine, glavni stajni trap koje se uvlačio od krila prema trupu što je omogućavalo bolju stabilnost prilikom kretanja na tlu. Neki dijelovi stajnog trapa su čak izrađivani od starih podvozja švicarskih Messerchmitta Bf-109.

## Povijest korištenja
Ukupno su izrađena 54 zrakoplova, od toga je polovica bila inačica P-2-05 za letnu obuku a druga polovica je bila P-2-06 za obuku s oružjem. P-2-06 je mogao biti opremljen s strojnicom, nišanom i podkrilnim nosačima za lake bombe ili rakete. Svi P-2 su služili u švicarskom ratnom zrakoplovstvu te su konačno povučeni 1981. Od tada, neki su prešli u ruke privatnh vlasnika.

## Inačice
- P-2-01

Prvi prototip pokretan s Argus motorom.
- P-2-02

Statični model trupa.
- P-2-03

Prototip s Hispano-Suiza HS-12Mb motorom.
- P-2-O4

Naoružana inačica P-2-03
- P-2-05

Serijski proizvedeni nenaoružani zrakoplovi, Argus motor,
- P-2-06

Serijski proizvedeni naoružani zrakoplovi, Argus motori.

## Tehničke karakteristike (P-2-05)
Osnovne karakteristike
- posada: 2
- dužina: 9,07 m
- raspon krila: 11 m
- površina krila: 17 m2
- visina: 2,70 m

Letne karakteristike
- najveća brzina: 340 km/h
- ekonomska brzina: 306 km/h
- dolet: 865 km
- brzina penjanja: 6,5 m/s
- najveća visina leta: 6.600 m
- motor: 1 x Argus As 410 A-2